# Philenora elegans
Espèce
Synonymes
- Pallene elegans Butler, 1877[1]

Philenora elegans est une espèce de lépidoptères (papillons) de la famille des Erebidae et de la sous-famille des Arctiinae. On la trouve en Australie.

## Systématique
Philenora elegans a été décrit par Arthur Butler en 1877 sous le protonyme de Pallene elegans.